# Економіка Південної Кореї
Республіка Корея — індустріальна країна, яка швидко розвивається. Основні галузі промисловості: електроніка, автомобільна, хімічна, кораблебудівна, сталеливарна, текстильна, легка, харчова. Транспорт — автомобільний, залізничний, морський, повітряний. Головні порти: Пусан, Ульсан, Інчхон, Масан. Авіаційна компанія «Кореан ейрлайнз» здійснює прямі польоти з Сеулу в країни Південно-Східної Азії, Японію, США, Європу і на Близький Схід. З «Кореан ейрлайнз» на внутрішніх лініях конкурує компанія «Асіана ейр», що обслуговує також закордонні маршрути, передусім в межах Азії.
Основні макроекономічні показники Республіки Корея (1985—2000 роки, за даними банку Кореї).
| Роки | Валовий ВВП, млрд $ | Валовий національний дохід (ВНД), млрд $ | ВНД на душу населення, тис. $ |
| ---- | ------------------- | ---------------------------------------- | ----------------------------- |
| 1985 | 93,4                | 90,9                                     | 2,229                         |
| 1990 | 252,5               | 252,3                                    | 5,886                         |
| 1995 | 489,4               | 488,1                                    | 10,823                        |
| 1997 | 476,6               | 474,0                                    | 10,307                        |
| 1998 | 317,7               | 312,1                                    | 6,723                         |
| 1999 | 405,8               | 400,7                                    | 8,551                         |
| 2000 | 457,4               | 455,2                                    | 9,628                         |

За даними Index of Economic Freedom, The Heritage Foundation, U.S.A. 2001: ВВП — $ 516,4 млрд. Темп зростання ВВП — (-5,8 %). ВВП на душу населення — $ 11 123. Прямі іноземні інвестиції — $ 545,5 млн. Імпорт (головним чином паливо, техніка і транспортне обладнання) — $ 143 млрд (головним чином США — 21,9 %, Японія — 18,1 %, Китай — 7,0 %, Австралія — 5,0 %). Експорт (одяг, взуття, комплектуючі для електронної техніки, чавун, автомашини і мотоцикли) — $ 231 млрд (головним чином США — 17,2 %, Японія — 9,2 %, Китай — 9,0 %, Гонконг — 7,0 %).

### Економічна криза 1998 (азійська)
В умовах швидкого зростання економіки до кінця 1990-х перекредитуватися чеболі продовжували розширювати і диверсифікувати бізнес. Коефіцієнт зобов'язань до власного капіталу компаній був дуже високий: до 1997 року він досяг 396 %. Це робило економіку все вразливішою для зовнішніх шоків. У 1997 році криза довіри з боку західних інвесторів призвів до призупинення фінансування корейських банків і компаній, а потім і до банкрутства деяких з них: 11 з 30 найбільших чебол були розорені, а уряду довелося просити про допомогу МВФ, причому її розмір на той момент був найбільшим за всю історію фонду — $ 57 млрд.
Тоді Південна Корея пережила не тільки рецесію, а й перебудову, яка зачепила саму філософію чебол. Зразками для наслідування стали Samsung і LG. Обидві компанії провели різке скорочення персоналу і позбулися багатьох підрозділів. Також вони збільшили інвестиції в R & D і зосередили зусилля на створенні впізнаваних брендів

### Економічна криза 2008-09 (світова)
Криза 2008—2009 років показав, що урок 1990-х був вивчений на відмінно. До 2008-го корейські компанії і банки підійшли в гарній фінансовій формі: коефіцієнт зобов'язання до власного капіталу становив у компаній менше 100 %, частка поганих боргів у банківському секторі була невелика — 0,6 % (у 10 разів менше, ніж у 1997-му). У результаті період глобальної рецесії країна спромоглася пройти без втрат: у 2009-му ВВП виріс на 0,2 % — істотне досягнення, враховуючи, що інші розвинені економіки показали негативну динаміку.
Якщо на розчищення азійської кризи державі довелося витратити 18 % ВВП (шляхом погашення зобов'язань збанкрутілих банків і компаній, а також викупу «поганих» активів), то криза 2008-го обійшовся всього в 0,7 % ВВП. Знижений курс вони швидко відновився, а промислові гіганти уникли спокуси масових звільнень і не прогадали — глобальний попит на корейські товари вже до 2010 року перекрив докризові максимуми.

### Інвестиції у Південно-Корейську економіку
| Рік  | Всього   | США     | Японія  | Гонконг | Німеччина | Велика Британія | Франція | Інші    |
| ---- | -------- | ------- | ------- | ------- | --------- | --------------- | ------- | ------- |
| 1980 | 143,1    | 70,6    | 42,5    | 0,5     | 8,6       | 2,3             | 18,6    |         |
| 1985 | 532,2    | 364,3   | 59,9    | 13,4    | 11,3      | 12,3            | 5,1     | 65,9    |
| 1990 | 802,6    | 317,5   | 235,9   | 3       | 62,3      | 44,8            | 22,4    | 116,6   |
| 1995 | 1 947,2  | 644,9   | 418,3   | 58, 0   | 44,6      | 86,7            | 35,2    | 659,5   |
| 1997 | 6 970,9  | 3 189,6 | 265,7   | 84,6    | 398,1     | 258,6           | 410,7   | 2363,6  |
| 2000 | 15 216,7 | 2 922   | 2 448,0 | 123,0   | 1 599,0   | 84,0            | 607,0   | 7 433,6 |
| 2002 | 9 101,0  | 4 500,0 | 1 403,0 | 234,0   | 284,0     | 115,0           | 111,0   | 2 454,0 |
| 2003 | 6 468,0  | 1 240,0 | 541,0   | 55,0    | 370,0     | 871,0           | 150,0   | 3241    |
| 2004 | 12 787,6 | 4 717,6 | 2 258,1 | 90,1    | 487,0     | 642,0           | 180,0   | 4 899,8 |
| 2005 | 11 563,5 | 2 689,8 | 1 787,8 | 819,7   | 704,8     | 2 307,8         | 85,2    | 3 168,4 |

Сільське господарство, рибальство і лісове господарство поступово втрачають колишнє значення: їх питома вага в ВВП поменшала з 45 % в 1963 до 8 % в 1991. Навпаки, аналогічний показник для гірничодобувної і обробної промисловості піднявся за цей час з 12 до 28 %.
Частка інвестицій відносно сукупної продукції підвищилася з 15 % на початку 1960-х років до 40 % на початку 1990-х років, що було наслідком зростання накопичень в самій країні і притоку фінансів з-за кордону.
Згідно з даними Національного бюро статистики Республіки Корея, станом на 2000 рік робоча сила становила майже 22 млн осіб (21 069 тис. зайнятих і 889 тис. безробітних), рівень безробіття — 4,1 %. Причому зайняті у сфері послуг становили 69 %, у промисловості — 20 %, у сільському господарстві — 11 %

## Промисловість

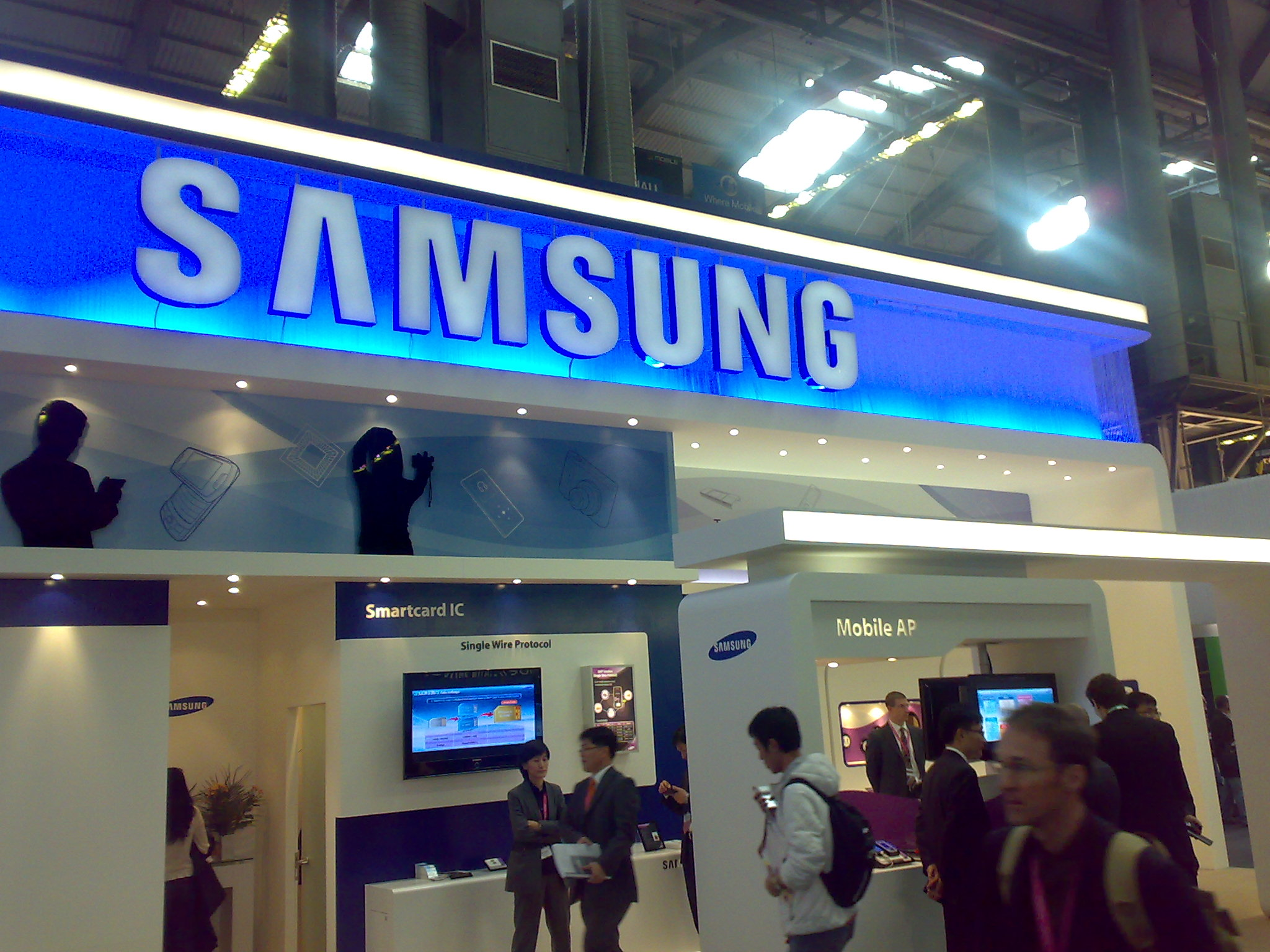
Самсунг — одна з найбільших компаній світу

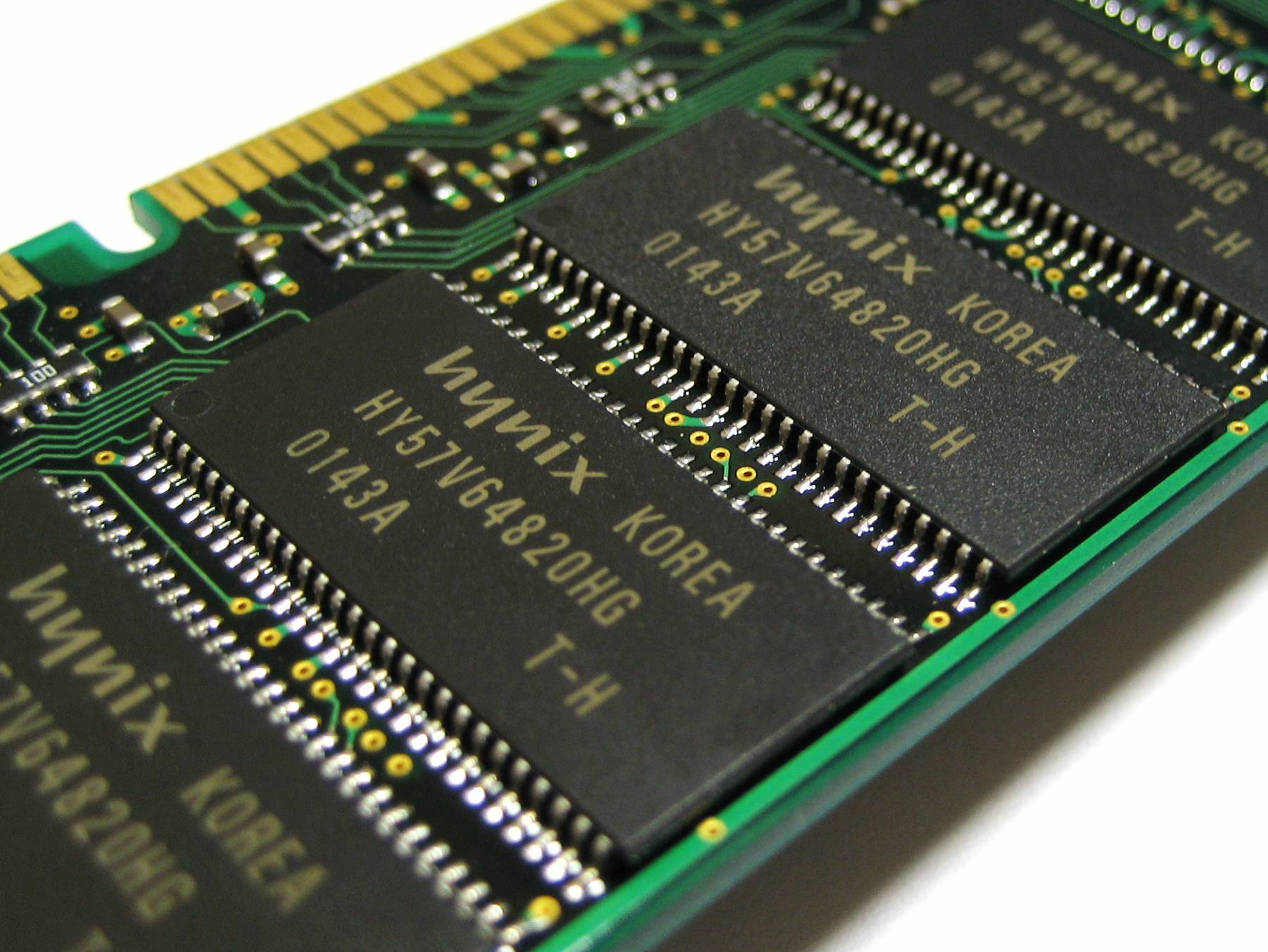
Південна Корея — один зі світових виробників комп'ютерів

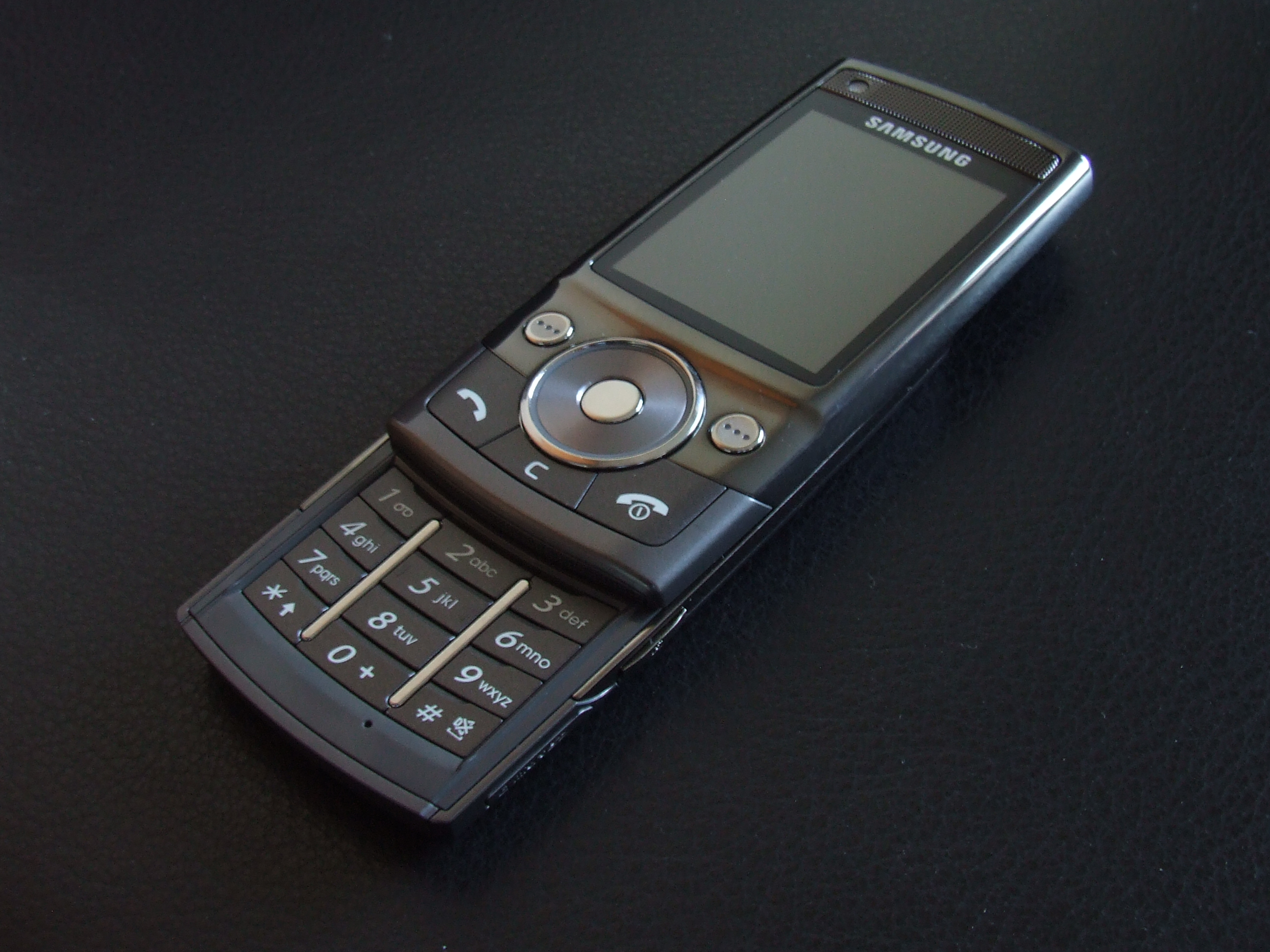
Південна Корея — світовий лідер електронних виробів.

Південнокорейська економіка базується на принципах приватного підприємництва. У власності держави в кінці XX століття перебувають залізниці і зв'язок та значною мірою енергетика, вуглевидобуток, чорна металургія. Спільні підприємства, створені за участю держави й іноземного капіталу, зайняті виробництвом мінеральних добрив і нафтопродуктів. Державі належала також більшість банків, поки не сталася їх масова приватизація в 1980-х роках.
У 1960—1985 роках економічне зростання у Південній Кореї було одним з найінтенсивніших у світі. У результаті змін, що почалися в 1962 році, Південна Корея перетворилася з однієї з найбідніших у світі аграрних країн на індустріальну країну, яка швидко розвивається.
Цей стрибок отримав назву «економічного дива на річці Хан» (річка Ханганг протікає в Сеулі). Основними факторами, які пояснюють економічне зростання країни, були: визначальна роль уряду під час реформ; стратегія експортного орієнтування через нестачу власної сировини; дешева робоча сила; сприятливий для ділової активності міжнародний клімат. В процесі індустріалізації модернізувалися традиційні для Південної Кореї галузі легкої промисловості, особливо текстильна. Найвищими темпами розвивалися важка і хімічна промисловість, виробництво машин і устаткування, електроніка, суднобудування, автомобілебудування для внутрішнього і зовнішнього ринку. Великі корейські концерни — чеболь — стали основою перетворення Південної Кореї у світову індустріальну державу, і зараз на них тримається економіка країни. 10 найбільших чеболь Південної Кореї 2001 року і сфери їх діяльності: Samsung — електроніка, машинобудування, кораблебудування, будівництво; Hyundai — те ж саме; LG — електроніка, машинобудування; SK — хімічна промисловість, телекомунікації, машинобудування; Hyundai motors — автомобілебудування; Hanjin — транспорт; POSCO — металургія, будівництво, торгівля, енергетика, інформаційні технології; Lotte — торгівля, легка промисловість, сфера послуг, телекомунікації; Kumho — хімічна промисловість, будівництво, транспорт; Hanhwa — хімічна промисловість, телекомунікації.

## Сільське господарство

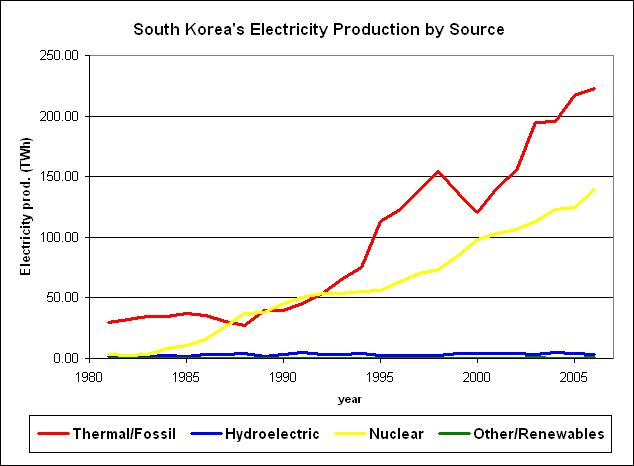
Маючи мало місцевих енергетичних ресурсів, Південна Корея використовувала ядерну енергію в поєднанні зі звичайними тепловими електростанціями, щоб не відставати від агресивного економічного зростання

Рис — головна культура Південної Кореї. Основні райони посівів рису розташовані біля приморських низовин. Річний збір рису майже повністю задовольняє внутрішні потреби країни. Друге місце серед зернових належить ячменю, який вирощується нарівні з пшеницею і соєю на незрошуваних землях у підвищених районах. Скромне місце посідають пшениця і кукурудза. З середини 1970-х років швидко розвинулося птахівництво, садівництво та овочівництво. Збільшилися посіви технічних культур: конопель, тютюну та олійних. З плодових виділяються яблука і мандарини, а також груші, персики, японська хурма, апельсини, мандарини, виноград і дині. Велика біла редька, китайська капуста, картопля — основна частина овочевої продукції. Крім того, вирощують червоний перець, часник і цибулю. Розводять молочну рогату худобу, кіз, свиней, кролів, курей і качок.

## Енергетика
У 1990-х роках виробництво електроенергії було майже на 50 % зосереджене на АЕС, на 45 % — на ТЕС; 5 % — ГЕС. У 2000 р 40,1 % всієї корейської електроенергії вироблені АЕС; 37,3 % — на вугільних ТЕС; 10,3 % — на нафтових ТЕС, і 11 % на газових ТЕС, і лише 1,4 % — на ГЕС.
У 2019 році на відновлювані джерела енергії доводилося 6,5 % виробництва електроенергії у Південній Кореї, передбачається, що до 2030 року вони будуть забезпечувати 20,8 % електроенергії країни.

## Азартні ігри
Азартні ігри в Південній Кореї є суворо регламентованими державою. Наземні казино дозволені для відвідування виключно іноземцям, при цьому лише невелика частка азартних ігор є легальними для участі самих жителів країни. В країні діють 23 наземних казино, лише в одному з них дозволено грати самим жителям країни, це казино в Канвоні, що розташоване за 80 км від Пхьончхану.